# Кирилл Туровский
Кири́лл Ту́ровский (1130, Туров, Туровское княжество, Русская земля — ок. 1182, там же) — епископ Турова, православный богослов, церковный деятель, писатель, один из видных духовных деятелей Древнерусского государства в XII веке.
Писатель и проповедник. Кирилл Туровский канонизирован Русской православной церковью в лике святителя. Память совершается 28 апреля (11 мая по новому стилю) и в 3-ю Неделю по Пятидесятнице (в Соборе белорусских святых).

## Биография

### Ранние годы
Сведений о его жизни немного. В рукописных прологах сохранилась его житие — каноническая церковная биография: «Сей блаженный Кирилл родился и вырос в городе Турове. Сын состоятельных родителей, он не любил, однако же, богатства и тленной славы сего мира; но прежде всего старался постигнуть учение Божественных книг и достиг совершенного их познания». Получил хорошее домашнее воспитание, позднее постигал высшие науки и искусства от греческих учителей. Искусно владел образным народным и старославянским языками, глубоко знал византийскую культуру, особенно поэзию и красноречие.

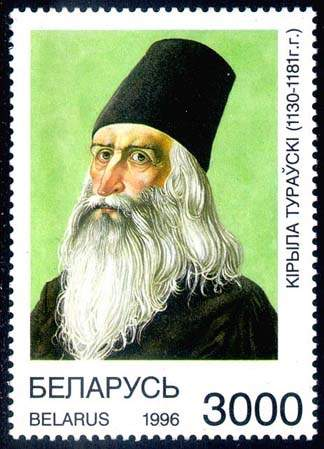
На марке Беларуси 1996 года

Приблизительно в возрасте 10 лет Кирилл осиротел. Лишившись родителей, он решил стать монахом в одном из туровских монастырей. После трехлетнего послушничества он принял постриг в Туровском Борисоглебском монастыре. Спустя несколько лет (ок. 1144 г.) Кирилл был поставлен игуменом (настоятелем) туровского монастыря в честь св. Николая. Но потом он передал управление монастырём другому и, как пишет неизвестный автор его жития, «стремясь к большему подвигу, он ушёл в затвор на столп и прожил там некоторое время, работая в посте и молитвах, написал здесь многие Писании божественные». Кирилл Туровский был одним из первых известных на Руси «столпников» (закрылся в монастырской келье, чтобы полностью предаться размышлениям и молитвам). В затворе он не только созерцал мир Божий и молился, а написал свои первые произведения. Написанное им становилось достоянием не только монахов, но светских людей. Его сочинения читались, переписывались и заучивались. Молва о незаурядном столпнике распространилась за пределами Туровской епархии.

### Епископство
Богословские труды Кирилла принесли ему известность. Князь Туровский стал уговаривать Кирилла покинуть затвор и стать епископом Туровской епархии. Лишь, как сказано в житии, «моление князя и людей» убедили Кирилла дать согласие. О времени поставления Кирилла во епископы Туровские точно не известно. Как предполагается, поставление совершилось до 1169 года.
В 1169 году Кирилл, возможно, был участником Церковного собора, осудившего епископа Феодора, занявшего Владимиро-Суздальскую кафедру и пытавшегося отделиться от Киевской митрополии, используя честолюбивые планы князя Андрея Боголюбского. Кирилл Туровский остроумно обличил ересь Феодора, а Андрею Боголюбскому написал ряд посланий на эту тему, которые, однако, не сохранились.
В связи с канонизацией княгини Ольги Кирилл составил канон на «успение преподобныя Ольги, бабы Владимеря».
Около 1182 г. Кирилл, будучи в преклонном возрасте, оставил Туровскую кафедру и удалился в монастырь, где в тиши уединения посвятил себя написанию новых духовных сочинений (молитв, проповедей и др.). Им были написаны «Слова» на весь годичный круг Господских праздников, часть из которых сохранилась до нашего времени.
По мнению исследователей (И. Ерёмина, В. Чемерицкого, А. Мельникова), литературному наследию Кирилла Туровского принадлежат 8 слов-проповедей, 2 притчи про душу и тело, или про слепого и хромого (краткая и полная редакция), 2 проповеди про монашеский чин и ангельский образ, 2 послания к Василию, игумену Печёрскому, 3 канона и около 30 молитв, где с наибольшей глубиной проявилась личность писателя, его духовные переживания.
Умер просветитель в последнее десятилетие XII века. Его память православная и греко-католическая церковь отмечает 28 апреля (11 мая по григорианскому календарю).

## Литературное наследие

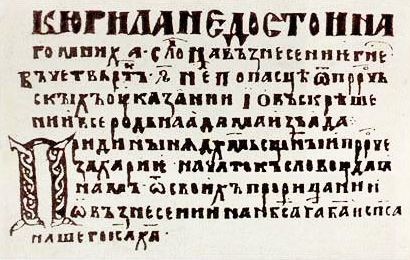
Список «Слова на Вознесение Господне» Кирилла Туровского, XIII век

Произведения Кирилла Туровского приобрели большую популярность на Руси и распространялись в списках XII—XVII веков. Его молитвы печатались в Беларуси в «Евангелии учительном» (Заблудов, 1569 год) Ивана Фёдорова и Петра Мстиславца, в «Молитвах повседневных» (Вевис, 1615; Вильно, 1635) и др. изданиях. В 1821 году К. Калайдович издал 15 произведений Кирилла в «Памятниках российской словесности XII в.». Позднее, в 1880 году, епископ минский и туровский Евгений (Шерешилов) издал собрание его произведений в переводе на русский язык. Академическое издание литературного наследия белорусского просветителя осуществил И. Ерёмин в 1955—1958 годах. Филолог Ю. Лабынцев переиздал факсимильным способом (1956 год) молитвенные произведения Кирилла из виленского издания «Молитвы повседневные» 1596 года.
Литературное мастерство святителя Кирилла было высоко оценено современниками и потомками: его «Слова» и поучения входят в состав многих сборников (в том числе и в Торжественник) наряду с сочинениями византийских богословов и проповедников. Ошибочно считался автором «Слова о полку Игореве», хотя большинством историков это признано маловероятным, так как Туровский умер (1182 г.) раньше самого похода (1185 г.) и написания произведения.

## Памятники
Кириллу Туровскому поставлены памятники в Турове, Гомеле и Минске.

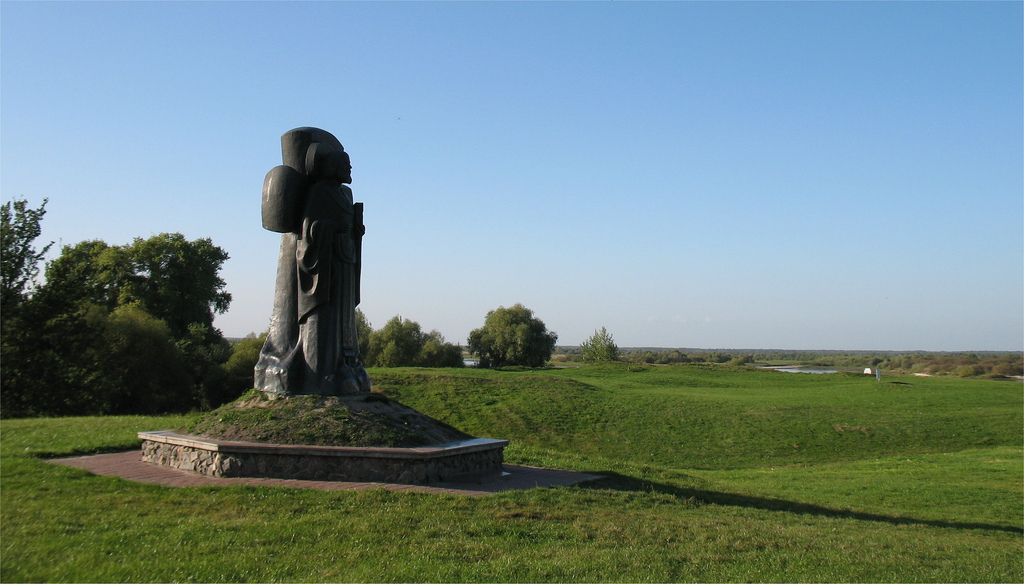
Памятник Кириллу Туровскому в Турове. Скульптор М. Иньков. Установлен в 1993 г.
Памятник Кириллу Туровскому в Гомеле в сквере им. Кирилла Туровского возле Драмтеатра. Скульпторы Л. Гумилевский и С. Гумилевский. Открыт в 2004 г.

## Почитание
Имя Кирилла Туровского носит Минская духовная академия, а также ГУО «Средняя школа № 38 им. К. Туровского г. Гродно».
Наряду с Ефросиньей Полоцкой является одним из наиболее почитаемых белорусских святых.
В Белоруссии существует несколько православных церквей, освящённых во имя святителя Кирилла:
- церковь Кирилла Туровского при Соборном доме (Минск)[6]
- кафедральный собор святителей Кирилла и Лаврентия Туровских (Туров)[7]
- храм святителя Кирилла Туровского (Светлогорск)[8]

Кроме того, несколько известных православных и греко-католических церквей белорусской диаспоры названы в честь святого Кирилла Туровского:
- церковь Святого Кирилла Туровского и Всех Святых Покровителей Белорусского Народа (Лондон)[9]
- церковь Святого Кирилла Туровского (Торонто)[10]
- собор святого Кирилла Туровского (Бруклин)[11]

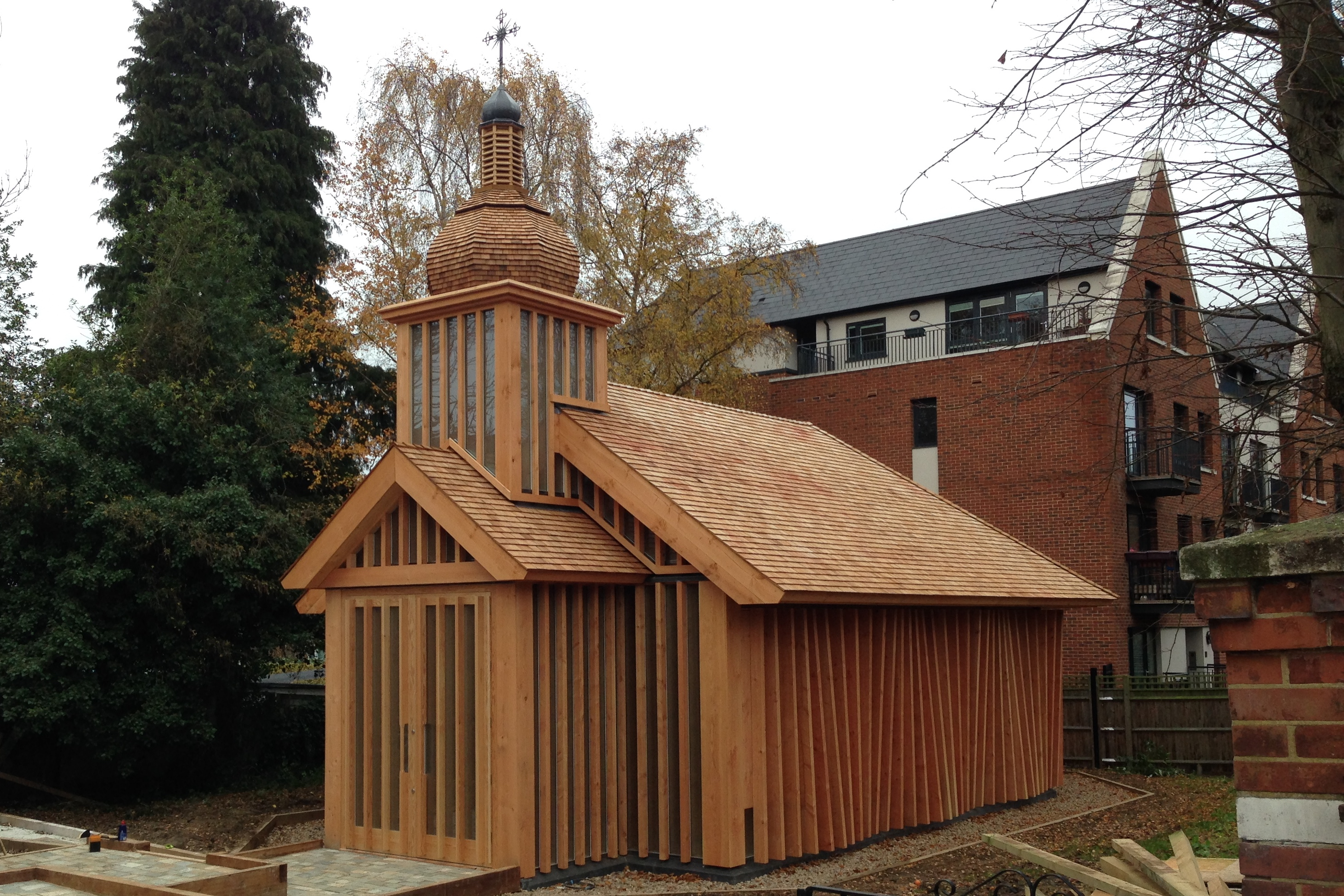
церковь Святого Кирилла Туровского и Всех Святых Покровителей Белорусского Народа (Лондон)
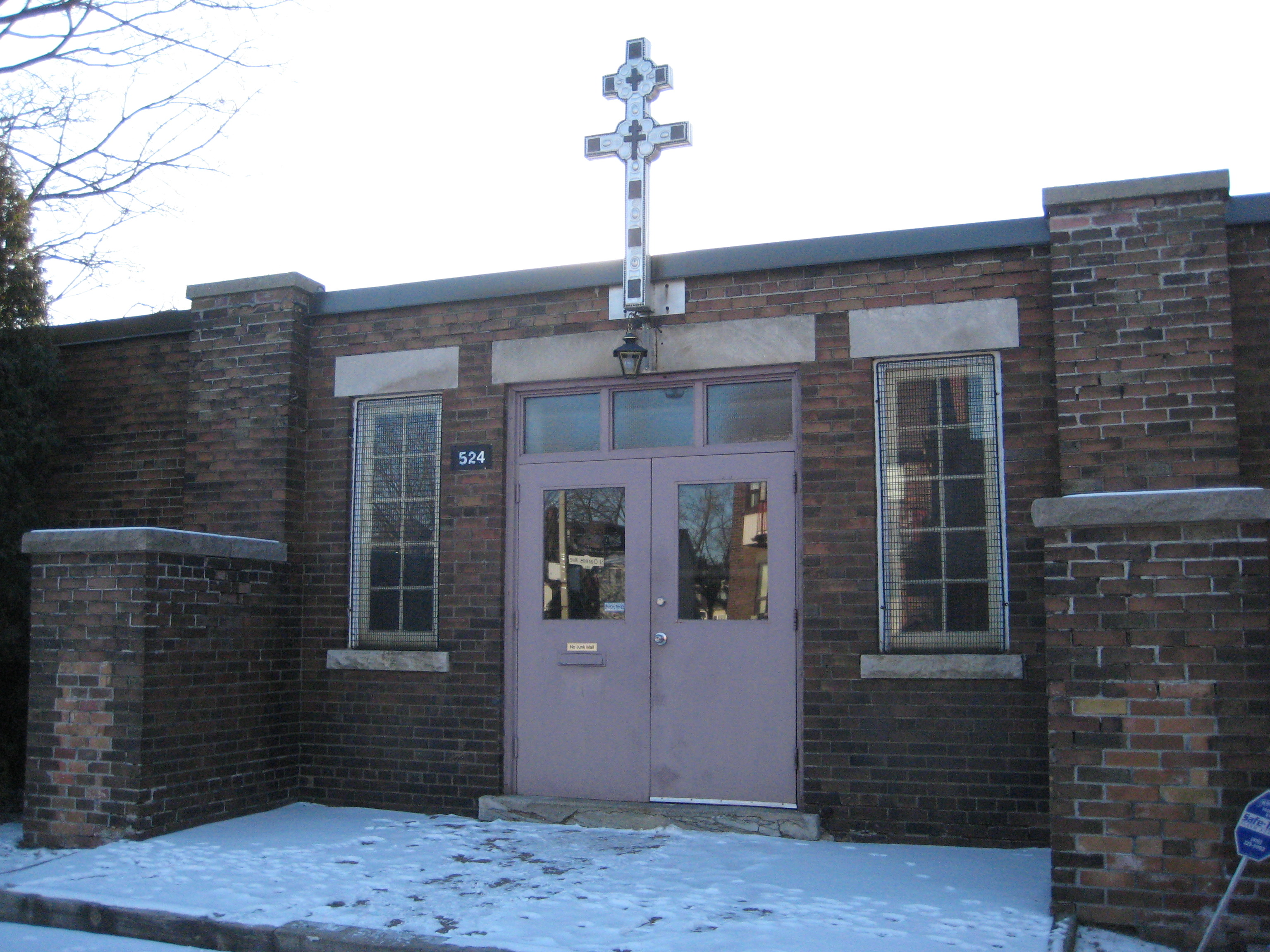
церковь Святого Кирилла Туровского (Торонто)
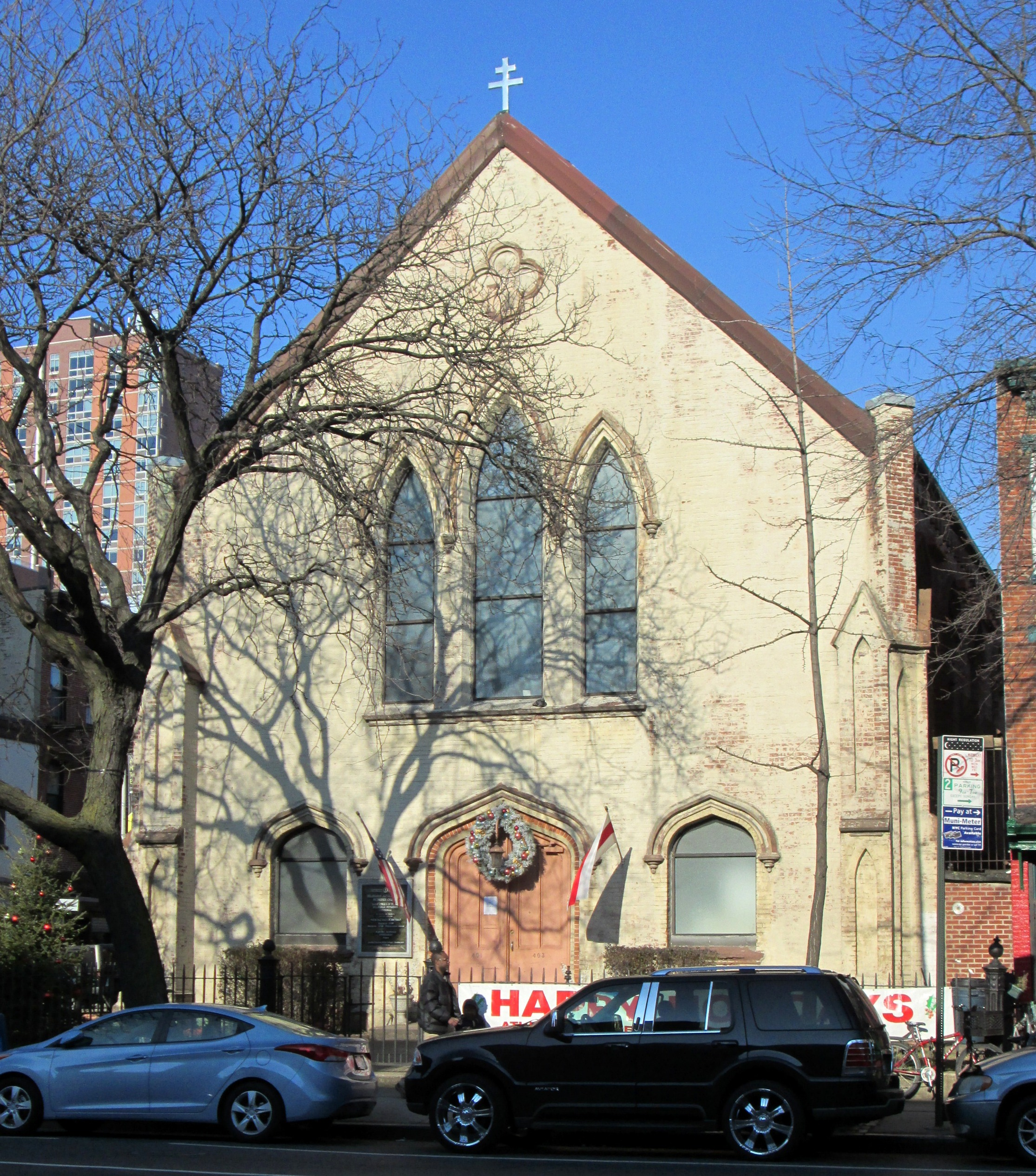
собор святого Кирилла Туровского (Бруклин)